# Dmitri Vasiljev (biatleet)
Dmitri Vladimirovitsj Vasiljev (Russisch: Дмитрий Владимирович Васильев) (Leningrad, 8 december 1962) is een Russische voormalig biatleet. 

## Carrière
Vasiljev behaalde zijn grootste successen in de estafette, in deze discipline werd hij in 1984 en 1988 olympisch kampioen en in 1986 wereldkampioen. Op een mondiaal titeltoernooi was de vierde plaats op de sprint tijdens de Wereldkampioenschappen biatlon 1987 zijn beste prestatie.

## Belangrijkste resultaten

### Wereldkampioenschappen
| Jaar | Plaats      | Onderdeel   | Onderdeel | Onderdeel |
| Jaar | Plaats      | Individueel | Sprint    | Estafette |
| ---- | ----------- | ----------- | --------- | --------- |
| 1986 | Oslo        | 8e          | —         | Goud      |
| 1987 | Lake Placid | —           | 4e        | Zilver    |

### Olympische Winterspelen
| Jaar | Plaats   | Onderdeel   | Onderdeel | Onderdeel |
| Jaar | Plaats   | Individueel | Sprint    | Estafette |
| ---- | -------- | ----------- | --------- | --------- |
| 1984 | Sarajevo | 32e         | —         | Goud      |
| 1988 | Calgary  | —           | 9e        | Goud      |